# 纤枝香青
纤枝香青（学名：Anaphalis gracilis）为菊科香青属的植物，是中国的特有植物。分布于中国大陆的四川、西部等地，生长于海拔3,200米至4,000米的地区，多生长在高山干旱坡地及石砾地。
其种加词来源于拉丁文“gracilis”，意为“细长的”。

## 异名
- Anaphalis gracilis Hand.-Mazz. var. aspera Hand.-Mazz.
- Anaphalis gracilis Hand.-Mazz. var. ulophylla Hand.-Mazz.